# Тршка Гора (Кршко)
Тршка Гора (словен. Trška Gora) — поселення в общині Кршко, Споднєпосавський регіон, Словенія. Висота над рівнем моря: 253 м.